# Österreichische Fußball-Frauenmeisterschaft 1998/99
Die österreichische Fußball-Frauenmeisterschaft wurde 1998/99 zum 27. Mal nach der 35-jährigen Pause zwischen 1938 und 1972 ausgetragen. Die höchste Spielklasse ist die Frauen-Bundesliga und wurde zum 17. Mal durchgeführt. Die zweithöchste Spielklasse, in dieser Saison die 20. Auflage, wurde in zwei regionale Ligen unterteilt, wobei die 2. Division Ost als auch die Regionalliga West zum 5. Mal ausgetragen wurde.
Österreichischer Fußballmeister wurde zum achten Mal Union Kleinmünchen. Die Meister der zweithöchsten Spielklasse wurden SC Brunn am Gebirge (Ost) und FC Egg (West).

## Erste Leistungsstufe – Frauen-Bundesliga

### Modus
Jedes Team spielte gegen jedes andere zweimal in insgesamt zwölf Runden. Ein Sieg wurde mit drei Punkten belohnt, ein Unentschieden mit einem Zähler.

### Saisonverlauf
Die Liga setzte sich, anders als im Vorjahr, als acht Vereine teilnahmen, aus sieben Teams zusammen, da der DFC Heidenreichstein letzte Saison zwar abstieg und es keinen Aufsteiger aus der zweiten Spielklasse gab. Meister wurde in der höchsten Spielklasse zum zweiten Mal in Folge die Union Kleinmünchen, die damit insgesamt ihren achten Titel gewann. Absteigen musste der ASV Vösendorf, der jedoch damit gleichzeitig den Spielbetrieb einstellte.

### Abschlusstabelle
Die Meisterschaft endete mit folgendem Ergebnis:
| Pl.                            | Verein                    | Sp. | S  | U | N  | Tore    | Diff. | Punkte |
| ------------------------------ | ------------------------- | --- | -- | - | -- | ------- | ----- | ------ |
| 1.                             | Union Kleinmünchen (M, C) | 12  | 11 | 0 | 1  | 052:800 | +44   | 33     |
| 2.                             | SV Neulengbach            | 12  | 9  | 1 | 2  | 043:110 | +32   | 28     |
| 3.                             | SG FFC Tirol/IAC          | 12  | 5  | 2 | 5  | 021:240 | −3    | 17     |
| 4.                             | USC Landhaus              | 12  | 4  | 4 | 4  | 019:170 | +2    | 16     |
| 5.                             | 1. DFC Leoben             | 12  | 5  | 1 | 6  | 017:320 | −15   | 16     |
| 6.                             | ESV Süd-Ost               | 12  | 2  | 2 | 8  | 012:400 | −28   | 08     |
| 7.                             | ASV Vösendorf             | 12  | 0  | 2 | 10 | 005:370 | −32   | 02     |
| Stand: Endstand. Quelle: NOeFV |                           |     |    |   |    |         |       |        |

| (M) | Österreichischer Fußball-Frauenmeister 1997/98 |
| (C) | ÖFB-Ladies-Cup-Sieger 1997/98                  |

Aufsteiger
- 2. Division Ost: SC Brunn am Gebirge, FC Hellas Kagran
- Regionalliga West: keiner

### Torschützenliste
Eine Torschützenliste ist nur von den Spielern von Union Kleinmünchen vorhanden. Die beste Torschützin von Kleinmünchen wurde wieder Gertrud Stallinger.
| Pl. | Name               | Team               | Tore |
| --- | ------------------ | ------------------ | ---- |
| …   | Gertrud Stallinger | Union Kleinmünchen | 14   |
| …   | Nina Aigner        | Union Kleinmünchen | 12   |
| …   | Iris Seibezeder    | Union Kleinmünchen | 6    |
| …   | Judith Riederer    | Union Kleinmünchen | 5    |
| …   | Brigitta Edinger   | Union Kleinmünchen | 4    |
| …   | Kerstin Oberhofer  | Union Kleinmünchen | 4    |
| …   | Berta Gahleitner   | Union Kleinmünchen | 3    |
| …   | Petra Ortmaier     | Union Kleinmünchen | 2    |
| …   | Bettina Gros       | Union Kleinmünchen | 1    |
| …   | Isabell Hochstöger | Union Kleinmünchen | 1    |

## Zweite Leistungsstufe
Die zweite Leistungsstufe wird in zwei regionalen Gruppen ausgespielt: 2. Division Ost und Regionalliga West.
Die zweite Leistungsstufe bestand aus zwei Ligen, getrennt nach Regionen:
- 2. Division Ost mit den Vereinen aus Burgenland (BFV), Niederösterreich (NÖFV) und Wien (WFV) und
- Regionalliga West mit den Vereinen aus Tirol (TFV) und Vorarlberg (VFV).

### 2. Division Ost

#### Modus
Jeder spielte gegen jeden zweimal in 20 Runden. Ein Sieg wurde mit drei Punkten belohnt, ein Unentschieden mit einem Zähler.

#### Saisonverlauf
Die Liga setzte sich gegenüber dem Vorjahr, in dem neun Vereine teilnahmen, aus elf Teams zusammen. Im Vergleich zum letzten Jahr, waren in dieser Meisterschaft der abgestiegene DFC Heidenreichstein, der DFC Rohrbach/Gölsen, die SG Ardagger/Neustadtl, FFC Wien United 1998 und der ASV Nickelsdorf anstatt der B-Mannschaft von der USC Landhaus, dem ATSV Deutsch-Wagram und dem SV Donau vertreten. Meister in der 2. Division Ost wurde in dieser Saison der SC Brunn am Gebirge, der somit mit dem drittplatzierten FC Hellas Kagran berechtigt ist, nächste Saison in der höchsten Leistungsklasse zu spielen. Der DFC Obersdorf verzichtete als Zweitplatzierter auf den zweiten Aufstiegsplatz, der dadurch entstand, da letzte Saison kein Verein aufstieg.

#### Abschlusstabelle
Die Meisterschaft endete mit folgendem Ergebnis:
| Pl.                            | Verein                    | Sp. | S  | U | N  | Tore    | Diff. | Punkte |
| ------------------------------ | ------------------------- | --- | -- | - | -- | ------- | ----- | ------ |
| 1.                             | SC Brunn am Gebirge       | 20  | 14 | 5 | 1  | 050:170 | +33   | 47     |
| 2.                             | DFC Obersdorf             | 20  | 13 | 3 | 4  | 063:300 | +33   | 42     |
| 3.                             | FC Hellas Kagran          | 20  | 12 | 5 | 3  | 085:320 | +53   | 41     |
| 4.                             | DFC Rohrbach/Gölsen (N)   | 20  | 10 | 3 | 7  | 056:480 | +8    | 33     |
| 5.                             | SV Horn                   | 20  | 9  | 4 | 7  | 047:370 | +10   | 31     |
| 6.                             | SG Ardagger/Neustadtl (N) | 20  | 8  | 6 | 6  | 059:430 | +16   | 30     |
| 7.                             | ASV Nickelsdorf (N)       | 20  | 6  | 5 | 9  | 037:840 | −47   | 23     |
| 8.                             | DFC Heidenreichstein (A)  | 20  | 6  | 4 | 10 | 041:270 | +14   | 22     |
| 9.                             | DFC Juwelen Janecka 2DO1  | 20  | 5  | 5 | 10 | 033:590 | −26   | 20     |
| 10.                            | SC Stattersdorf           | 20  | 2  | 4 | 14 | 029:730 | −44   | 10     |
| 11.                            | FFC Wien United 1998 (N)  | 20  | 1  | 4 | 15 | 017:670 | −50   | 07     |
| Stand: Endstand. Quelle: NOeFV |                           |     |    |   |    |         |       |        |

| (A) | Absteiger der Saison 1997/98     |
| (N) | Neueinsteiger der Saison 1997/98 |

Aufsteiger
- Burgenland: SC Damen Dörfl
- Niederösterreich: keiner
- Wien: keiner

### Regionalliga West

#### Modus
Die Liga bestand aus vier Vereinen, die in 4 Durchgängen, zwei Hin- und Rückrunden, gegeneinander spielten. So wurden in 12 Runden der Meister der Regionalliga West ermittelt.

#### Saisonverlauf
Die Regionalliga West begann am 1. Mai 1999 und endete am 12. Juni 1999 mit der 12. Runde. Auftaktspiel war die Begegnung zwischen dem FC Egg und dem SK Zirl. Meister wurde der FC Egg, der jedoch nicht in die höchste Spielklasse aufsteigen wollte. SK Zirl wurde Letzter.

#### Abschlusstabelle
Die Meisterschaft endete mit folgendem Ergebnis:
| Pl.                          | Verein               | Sp. | S | U | N | Tore    | Diff. | Punkte |
| ---------------------------- | -------------------- | --- | - | - | - | ------- | ----- | ------ |
| 1.                           | FC Egg               | 12  | 7 | 1 | 4 | 034:260 | +8    | 22     |
| 2.                           | Schwarz-Weiß Bregenz | 12  | 6 | 0 | 6 | 031:290 | +2    | 18     |
| 3.                           | FC Schruns (N)       | 12  | 5 | 1 | 6 | 027:300 | −3    | 16     |
| 4.                           | SK Zirl              | 12  | 4 | 2 | 6 | 036:430 | −7    | 14     |
| Stand: Endstand. Quelle: TFV |                      |     |   |   |   |         |       |        |

| (N) | Neueinsteiger der Saison 1997/98 |

Aufsteiger
- Tirol: keiner
- Vorarlberg: FC Alberschwende, New Energy 95 Dornbirn, FC Fussach, FC Götzis, FC Lingenau

## Dritte Leistungsstufe

### NÖ Frauenliga

#### Modus
Die Liga bestand aus acht Vereinen, die in einer Hin- und einer Rückrunde gegeneinander spielten. So wurden in 14 Runden der Meister der NÖ Frauenliga ermittelt.

#### Saisonverlauf
Die Liga setzte sich gegenüber dem Vorjahr, in dem sechs Vereine teilnahmen, aus acht Klubs zusammen, denn der SG Ardagger/Neustadtl stieg in die 2. Division Ost auf und die Liga wurde mit Wiener 2. Frauenmannschaften von FC Hellas Kagran Wien, USC Landhaus und ESV Süd-Ost aufgestockt. Meister wurde in dieser Saison nach der 2. Frauenmannschaft von FC Hellas Kagran Wien SC Moosbrunn, der jedoch nicht berechtigt ist nächste Saison in der höchsten Spielklasse zu spielen. Die 2. Frauenmannschaften von ESV Süd-Ost stieg in die untere Spielklasse ab.

#### Abschlusstabelle
Die Meisterschaft endete mit folgendem Ergebnis:
| Pl.                            | Verein                       | Sp. | S  | U | N  | Tore    | Diff. | Punkte |
| ------------------------------ | ---------------------------- | --- | -- | - | -- | ------- | ----- | ------ |
| 1.                             | FC Hellas Kagran Wien II (N) | 14  | 11 | 0 | 3  | 066:200 | +46   | 33     |
| 2.                             | SC Moosbrunn NÖFL1           | 14  | 10 | 2 | 2  | 048:900 | +39   | 32     |
| 3.                             | ASK Erlaa                    | 14  | 7  | 4 | 3  | 046:170 | +29   | 25     |
| 4.                             | ESV Süd-Ost II (N)           | 14  | 7  | 2 | 5  | 033:170 | +16   | 23     |
| 5.                             | ASV Unterwaltersdorf         | 14  | 6  | 0 | 8  | 010:570 | −47   | 18     |
| 6.                             | USC Landhaus II (N)          | 14  | 5  | 1 | 8  | 036:240 | +12   | 16     |
| 7.                             | SV Horn II                   | 14  | 4  | 1 | 9  | 021:420 | −21   | 13     |
| 8.                             | SC Hof/Leitha                | 14  | 1  | 0 | 13 | 005:790 | −74   | 03     |
| Stand: Endstand. Quelle: NOeFV |                              |     |    |   |    |         |       |        |

| (N) | Neueinsteiger der Saison 1997/98 |

Aufsteiger
- SC Münchendorf
- ASV Unterwaltersdorf
- FSG Wienerwald West

### Tiroler Liga Damen
Es liegen keine Aufzeichnungen über eine Austragung des Wettbewerbes vor. Wahrscheinlich wurde wie schon in der Vorsaison keine Meisterschaft ausgetragen.

### Vorarlberg Landesliga Damen
Es liegen keine Aufzeichnungen über eine Austragung des Wettbewerbes vor. In die Regionalliga West Damen stiegen die Damen von FC Alberschwende, Schwarz-Weiß Bregenz II, New Energy 95 Dornbirn, FC Götzis, FC Fussach und FC Lingenau auf.

## Meisterschaften in den Bundesländern

### OÖ. Frauenfußball Landesliga

#### Modus
Die Liga bestand aus sechs Vereinen, die in 3 Durchgängen, eine Hin- und eine Rückrunde und nochmals eine Hinrunde, gegeneinander spielten. So wurden in 15 Runden der Meister der Oberösterreichischen Landesliga ermittelt.

#### Saisonverlauf
Die Liga setzte sich gegenüber dem Vorjahr, in dem sieben Vereine teilnahmen, aus sechs Klubs zusammen, denn der FC Münzkirchen war nicht dabei. Sieger wurde in dieser Saison die 2. Frauenmannschaft des Union Kleinmünchen, der Meister der OÖ. Frauenfußball Landesliga wurde der SV Garsten, die jedoch nicht berechtigt waren nächste Saison in der höchsten Spielklasse zu spielen. UFC Peterskirchen/Andrichsfurt und SV Taufkirchen/Pram stiegen in die untere Spielklasse ab.

#### Abschlusstabelle
Die Meisterschaft endete mit folgendem Ergebnis:
| Pl.                          | Verein                         | Sp. | S  | U | N  | Tore    | Diff. | Punkte |
| ---------------------------- | ------------------------------ | --- | -- | - | -- | ------- | ----- | ------ |
| 1.                           | Union Kleinmünchen II          | 15  | 11 | 1 | 3  | 071:230 | +48   | 34     |
| 2.                           | SV Garsten                     | 15  | 9  | 3 | 3  | 062:180 | +44   | 30     |
| 3.                           | Union Babenberg Linz Süd       | 15  | 9  | 2 | 4  | 063:200 | +43   | 29     |
| 4.                           | ATSV Sattledt                  | 15  | 9  | 2 | 4  | 054:280 | +26   | 29     |
| 5.                           | SV Taufkirchen/Pram            | 15  | 2  | 0 | 13 | 009:830 | −74   | 06     |
| 6.                           | UFC Peterskirchen/Andrichsfurt | 15  | 1  | 0 | 14 | 008:950 | −87   | 03     |
| Stand: Endstand. Quelle: OFV |                                |     |    |   |    |         |       |        |

Aufsteiger
- keiner

### Salzburger Landesliga

#### Modus
Die Liga bestand aus sechs Vereinen, die in einer Hin- und einer Rückrunde gegeneinander spielten. So wurden in 12 Runden der Meister der Salzburger Landesliga ermittelt.

#### Saisonverlauf
Die Liga setzte sich gegenüber dem Vorjahr wieder aus den gleichen sieben Klubs zusammen. Meister wurde in dieser Saison PSV Schwarz-Weiß Salzburg, die jedoch nicht berechtigt ist nächste Saison in der höchsten Spielklasse zu spielen. SK/FFC Bruck, 1. Halleiner SK und USC Mariapfarr-Weißpriach lösten ihre Damenmannschaft am Saisonende auf.

#### Abschlusstabelle
Die Meisterschaft endete mit folgendem Ergebnis:
| Pl.                                    | Verein                        | Sp. | S  | U | N | Tore    | Diff. | Punkte |
| -------------------------------------- | ----------------------------- | --- | -- | - | - | ------- | ----- | ------ |
| 1.                                     | PSV Schwarz-Weiß Salzburg SL1 | 11  | 10 | 0 | 1 | 063:500 | +58   | 30     |
| 2.                                     | ESV-ASKÖ Saalfelden-Harham    | 11  | 10 | 0 | 1 | 037:600 | +31   | 30     |
| 3.                                     | DFC Anthering                 | 11  | 6  | 1 | 4 | 058:140 | +44   | 19     |
| 4.                                     | SK/FFC Bruck SL2              | 11  | 3  | 2 | 6 | 010:470 | −37   | 11     |
| 5.                                     | 1. Halleiner SK SL2           | 11  | 3  | 1 | 7 | 013:300 | −17   | 10     |
| 6.                                     | FC Bad Gastein                | 11  | 2  | 2 | 7 | 013:710 | −58   | 08     |
| 7.                                     | USC Mariapfarr-Weißpriach SL3 | 0   | 0  | 0 | 0 | 000:000 | ±0    | 0      |
| Stand: Endstand. Quelle: Salzburg Wiki |                               |     |    |   |   |         |       |        |

Aufsteiger
- USK Hof.

#### Torschützenliste
- 20 Tore: Sonja Eichinger (PSV Schwarz-Weiß Salzburg)
- 18 Tore: Elisabeth Buchegger (DFC Anthering)
- 17 Tore: I. Brugger (ESV Saalfelden-Harham)
- 11 Tore: Angelika Haas (ESV Saalfelden-Harham)
- 11 Tore: Eva Lindner (PSV/Schwarz-Weiß Salzburg)